# Iller
För andra betydelser, se Iller (olika betydelser). För tamiller, se motsvarande artikel.
Iller (Mustela putorius) är ett litet mårddjur.
Den hör hemma i Nordafrika och västra Eurasien. Den är övervägande mörkbrun, med ett blekare område på nederdelen av buken och en mörk mask över huvudet. Jämfört med den liknande arten mink, som tidigare räknades till släktet Mustela, är illern kortare och mer kompakt, har kraftigare skalle och tänder och rör sig smidigare och snabbare.
Illern är mycket mindre revirhävdande än andra mårddjur. Det är vanligt att individer av samma kön lever i samma område. Liksom andra mårddjur är illern polygam. Dräktigheten inträffar direkt efter parningen. De fem till tio ungarna föds vanligen under tidig sommar och blir självständiga när de är två till tre månader gamla. Illern äter små gnagare, fåglar, groddjur och kräldjur. Det förekommer att den förlamar sitt byte genom att sticka in tänderna i dess hjärna, för att kunna förvara det i sin håla så att det kan ätas senare.

## Utseende
Illerns storlek är olika beroende på kön. Hanarna blir mellan 30 och 46 cm och väger 0,5–1,5 kg medan honorna är 29–36 cm och väger 0,45–0,8 kg. Den har en mörkbrun päls med ljusare underull vilket ger den ett karakteristiskt skimrande utseende. På främre delen av huvudet har den ett ljust område, med en mörk mask kring ögonen och öronen har ljus kant. Teckningen uppvisar stora geografiska variationer.

## Utbredning och systematik
Illern förekommer över större delen av Europa med undantag för de nordligaste och sydöstligaste delarna. I Norden finns den i södra Sverige upp till Svealand, i sydöstra Norge, hela Danmark med undantag av Bornholm och några mindre öar samt södra Finland. Den saknas i stort sett på Medelhavsöarna. I bergstrakter förekommer den upp till 2 400 meter över havet. En introducerad population finns även i Nya Zeeland.

### Underarter
Från 2005 erkänns sju underarter av iller:
- Mustela putorius putorius - förekommer i västra Europeiska Ryssland, västra Belarus, västra Ukraina och centrala och västra Europa.
- Mustela putorius anglia - förekommer i England och Wales
- Mustela putorius aureola - förekommer på södra och västra Iberiska halvön
- Mustela putorius caledoniae - förekommer i Skottland
- Mustela putorius furo - tamillern har inget naturligt utbredningsområde.
- Mustela putorius mosquensis - Europeiska Ryssland
- Mustela putorius rothschildi - Dobruja i Rumänien

Enligt denna taxonomi kategoriseras tamiller som en egen underart vilket är ovanligt för en domesticerad form.

## Ekologi
Illern återfinns i närheten av bebyggelse eller i fuktiga miljöer som vattendrag och våtmarksområden. Den är dock inte bunden till vatten. Illern bor gärna i gryt precis som grävlingar, antingen färdiga gryt som den övertagit från grävlingar eller kaniner, eller i egengrävda bon. Bona är vanligtvis försedda med en särskild, avgränsad latrin. Den kan dock nöja sig med en daglega i en grop i marken eller under någon byggnad.
Illern är främst aktiv i skymningen och på natten, även om den ibland kan iakttas mitt på dagen. Den rör sig vanligtvis hoppande. Den är en dålig klättrare och simmar inte gärna. Likt alla mårddjur är den mycket nyfiken.
Alla arter i familjen Mustelidae har doftkörtlar för revirmarkering och försvar. Illern sprayar inte som skunken, utan lämnar doftmärken i sitt område och skapar en kraftig stank när den blir rädd.
Parningstiden sträcker sig mellan mars och juni. Efter omkring 40 dagars dräktighet föder honan 2-12 (vanligtvis 5-10) ungar.

### Föda
Den kan fånga djur upp till en kanins storlek; den normala födan är kaniner, smågnagare, grodor, insekter, reptiler och fåglar. Den kan också tillfälligt äta små mängder bär och annan växtföda.